# Lanton, England
Lanton är en ort i civil parish Ewart, i grevskapet Northumberland i England. Orten är belägen 7 km från Wooler. Lanton var en civil parish 1866–1955 när det uppgick i Ewart. Civil parish hade 56 invånare år 1951.